# Welton
Welton és una població dels Estats Units a l'estat d'Iowa. Segons el cens del 2000 tenia 159 habitants.

## Demografia
Segons el cens del 2000, Welton tenia 159 habitants, 57 habitatges, i 47 famílies. La densitat de població era de 558,1 habitants/km².
Dels 57 habitatges en un 38,6% hi vivien nens de menys de 18 anys, en un 64,9% hi vivien parelles casades, en un 10,5% dones solteres, i en un 15,8% no eren unitats familiars. En el 12,3% dels habitatges hi vivien persones soles l'1,8% de les quals corresponia a persones de 65 anys o més que vivien soles. El nombre mitjà de persones vivint en cada habitatge era de 2,79 i el nombre mitjà de persones que vivien en cada família era de 3,02.
Per edats la població es repartia de la següent manera: un 27% tenia menys de 18 anys, un 8,8% entre 18 i 24, un 28,9% entre 25 i 44, un 27% de 45 a 60 i un 8,2% 65 anys o més.
L'edat mediana era de 32 anys. Per cada 100 dones de 18 o més anys hi havia 96,6 homes.
La renda mediana per habitatge era de 48.750 $ i la renda mediana per família de 42.500 $. Els homes tenien una renda mediana de 39.688 $ mentre que les dones 22.083 $. La renda per capita de la població era de 17.680 $. Cap de les famílies estaven per davall del llindar de pobresa.

## Poblacions més properes
El següent diagrama mostra les poblacions més properes.